# Старокостянтинівка
Старокостянти́нівка (у минулому — Костянтинівка) — село в Україні, у Роздільнянській міській громаді Роздільнянського району Одеської області. Населення становить 67 осіб. Відстань до районного центру — 22 км. Належить до Бецилівського старостинського округу.

## Історія
Село засноване у 1795 році командиром Грецького піхотного дивізіону Костянтином Гіко Біцилі  (прапрадід одеського історика Петра Біциллі) та отримало назву Костянтинівка.
У 1858 році Фома Михайлович Бециллі (внук Костянтина) почав будівництво церкви.
В 1887 році в селищі Костянтинівка Більчанської волості Одеського повіту Херсонської губернії мешкало 5 чоловік та 6 жінок.
У 1896 році у присілку Костянтинівка Куртівської волості було 67 дворів, 400 осіб (215 чол. та 185 жін.).
У 1906 році в селищі Костянтинівка Більчанській волості Одеського повіту Херсонській губернії існувала земська школа, в якій навчалось 33 хлопця та 17 дівчат
Населений пункт був центром Бецилієво-Куртівського сільськогосподарського товариства, яке було засноване у 1908 році. Товариство об'єднувало села Бациліївку, Куртівку та селище Костянтинівку. Виконавчим органом була — рада, головою якої був Лизаченко Павло Давидович, а секретарем — Липський Семен Терентійович. На 1914 рік кількість членів товариства складала 22 особи. Щорічний членський взнос сягав 1 рубль.
На 1916 рік в селищі Костянтинівка Куртівської волості Одеського повіту Херсонської губернії, мешкало 532 людини (218 чоловік і 314 жінок). У 1926 році село входило до складу Біцилівської сільради Фрідріх-Енгельсівського району.
У результаті адміністративно-територіальної реформи село ввійшло до складу Роздільнянської міської територіальної громади та після місцевих виборів у жовтні 2020 року було підпорядковане Роздільнянській міській раді. До того село входило до складу ліквідованої Бецилівської сільради.

## Населення

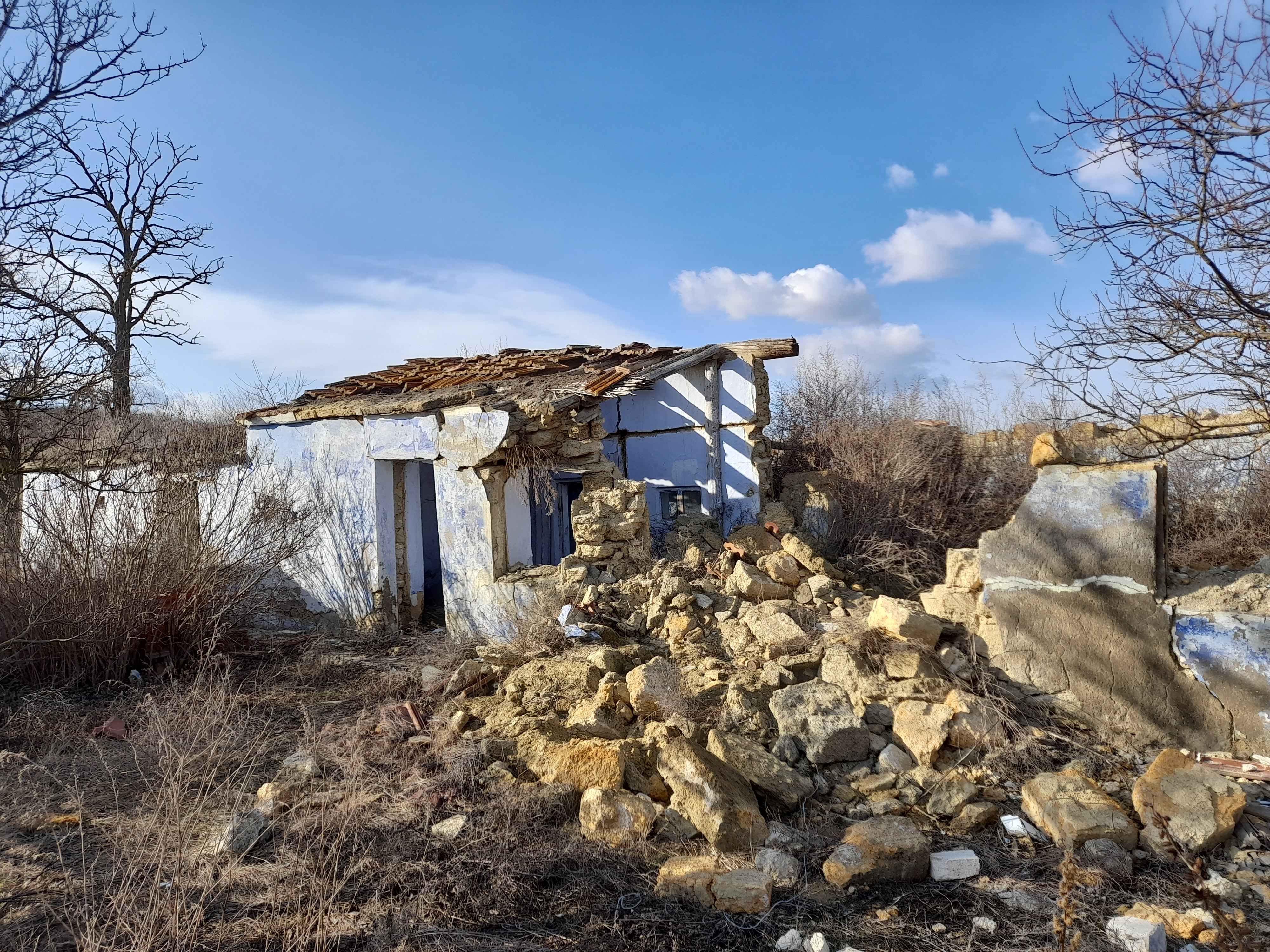
Покинута хата в центрі села

Згідно з переписом УРСР 1989 року чисельність наявного населення села становила 147 осіб, з яких 64 чоловіки та 83 жінки.
За переписом населення України 2001 року в селі мешкало 98 осіб.
|                                | 2010 | 2011 | 2016 | 2017 | 2018 | 2019 |
| кількість дворів               | 36   | 35   | 31   | 30   | 30   | 30   |
| кількість населення            | 91   | 95   | 80   | 70   | 67   | 67   |
| в т.ч.: дітей дошкільного віку | 11   | 10   | 8    | 3    | 2    | 4    |
| дітей шкільного віку           | 7    | 8    | 16   | 15   | 15   | 9    |
| громадян пенсійного віку       | 16   | 28   | 17   | 14   | 11   | 17   |

|                      | За 2016 рік | За 2017 рік | За 2018 рік |
| Кількість померлих   | 3           | 5           | 1           |
| Кількість народжених | 0           | 1           | 1           |

### Мова
Розподіл населення за рідною мовою за даними перепису 2001 року:
| Мова       | Відсоток |
| ---------- | -------- |
| українська | 87,13 %  |
| гагаузька  | 5,94 %   |
| молдовська | 2,97 %   |
| російська  | 1,98 %   |
| циганська  | 1,98 %   |